# Крученозубка беззбройна
Крученозубка беззбройна (Tortula inermis) — вид мохів порядку потіальних (Pottiales).

## Поширення
Батьківщиною є Європа, Північна Африка, Північна Америка, Азія.
Населяє ґрунт, камені; від низьких до високих висот, 0–2000 метрів.

## Характеристика
Листки язичкові, верхівка округло-гостра, краї загнуті від основи до верхівки, без кайми. Вид гоніоавтотичний (антеридії та архегонії — на різних гілках однієї рослини). Коробочкові ніжки 1.2–1.5(2.5) см. Коробочка циліндрична, прямовисна і майже пряма, урноподібна, зазвичай 3–4 мм. Спори 11–15 мкм, кулясті й дрібно-сосочкові. Коробочки зрілі навесні.